# Quintas de Sarandí
Quintas de Sarandí es una localidad argentina ubicada en el Partido de Avellaneda, Provincia de Buenos Aires.
A muy pocos kilómetros al sudeste del centro de la Ciudad de Buenos Aires, entre los tramos inferiores de los arroyos Sarandí y Santo Domingo, se desarrolló, a partir de la actividad de inmigrantes italianos -principalmente genoveses- que llegaron allí desde principios del siglo XX, un área de cultivos campesinos, irrigados con el manejo de las crecientes del río, que se mantiene hasta hoy. Esta zona, de altísimo valor patrimonial -por su carácter a la vez único y tipológicamente representativo- se encuentra hoy sometida a serias amenazas ambientales. En efecto: es el receptáculo de vaciaderos clandestinos de residuos sólidos; su sistema hídrico está altamente contaminado; está afectada por la contaminación atmosférica originada en el polo petroquímico del Dock Sud; y está flanqueada, a un lado y al otro de ambos arroyos, por sendos –y gigantescos- depósitos de rellenos de residuos sólidos urbanos, en dos áreas que deben ser reacondicionadas y recuperados. Esta caracterización ha sido formulada por el antropólogo Mario Rabey, en su trabajo sobre paisajes culturales de la ribera sur metropolitana. La descripción de las Quintas que sigue a continuación está basada en otro texto del mismo autor.

## Localización
Las Quintas de Sarandí están ubicadas dentro del área central-sur de la Región Metropolitana de Buenos Aires, en la costa del Río de la Plata. Pertenece al Municipio de Avellaneda, y dista unos ocho kilómetros del centro de la Ciudad de Buenos Aires (Plaza de Mayo) y unos tres kilómetros de la desembocadura del Río Matanza-Riachuelo. Ocupa un polígono con aproximadamente 420 ha; con la forma de un trapecio, de aproximadamente 1.700 m × 2.300 m, con el lado menor coincidiendo con la ribera del Río de la Plata (límite noreste). Los otros tres bordes son: el arroyo Sarandí (noroeste), la autopista Buenos Aires – La Plata (sudoeste) y el arroyo Santo Domingo (sudeste).

## Quintas de Sarandí: un espacio verde con alto valor patrimonial
La zona de las “Quintas de Sarandí” es prácticamente el único relicto del agroecosistema periurbano de la ciudad de Buenos Aires, tal cual existió durante el siglo XIX y, en muchos casos, hasta bien entrado el siglo XX. 
Establecido en una porción del ecosistema de la Selva Marginal Costera del Paraná - Plata, es el producto de la transformación agrícola de dicho ecosistema por parte de inmigrantes del norte de Italia (particularmente de la región de Génova), quienes trajeron sus ricos conocimientos y prácticas campesinas. Aplicando esos conocimientos y prácticas, organizaron allí un sofisticado y original sistema de canales para riego y navegación. El uso de los canales para riego permitió el establecimiento de una importante superficie de pequeñas fincas agrícolas campesinas periurbanas, que fueron durante décadas una de las fuentes principales de aprovisionamiento hortícola para la ciudad de Buenos Aires. Además, se estableció una importante agroindustria artesanal vitivinícola, que le dio una marca identitaria a la zona, como la productora de los buscados vinos de la costa, una actividad que se ha conservado, aunque muy disminuida en volumen, hasta el presente. 
Los canales fueron también usados para la navegación en pequeñas embarcaciones a vela y remos, que permitían transportar personas y bienes entre las Quintas y el puerto de La Boca. Este uso fue abandonado completamente antes de mediados del siglo XX, con el desarrollo de las vías terrestres de comunicación. 

## Los impactos sufridos por las Quintas

### Deterioro del paisaje cultural
Las importantes perturbaciones ambientales producidas en toda el área a causa de la degradación de la Cuenca Matanza-Riachuelo se potenciaron exponencialmente a partir de comienzos del período económico de sustitución de importaciones (décadas de 1930 y 1940). 
En este período, la zona de las Quintas recibió dos grandes conjuntos de impactos. Por un lado, los provenientes de la vertiginosa disminución de la calidad de las aguas del Riachuelo y de los cursos de los arroyos Sarandí y Santo Domingo. Por otro lado, el impacto –si bien algo menor que el anterior en términos materio-energéticos, importantísimo en términos de pérdida de información eco-cultural-, producido por la instalación y consolidación del Polo Petroquímico del Dock Sud. Este primer conjunto de impactos consistió en un menoscabo muy grave en la calidad de las aguas utilizadas para riego en las Quintas –provenientes del Río de la Plata y de ambos arroyos-, con lo cual la zona fue perdiendo su principal ventaja, la disposición de agua para de buena calidad riego en gran abundancia, no sujeta a variaciones estacionales. Este proceso llevó a una situación crítica a la producción de hortalizas, frutas y uva para vino, si bien sigue existiendo una superficie de viñas en las Quintas, así como frutales y áreas con hortalizas. 
El segundo conjunto de impactos produjo un fuerte aislamiento de la zona, que terminó de completarse con la construcción del Acceso Sudeste desde el Puente Nicolás Avellaneda y, más tarde, con la primera fase del relleno de tierras por el CEAMSE, en Villa Domínico.

## Situación actual: potencialidades y conflictos
La implementación del Plan Integral Matanza-Riachuelo permitirá –en el mediano plazo- una gradual recuperación de la calidad de las aguas. En cuanto a la situación generada por el Polo Petroquímico y el CEAMSE, también es previsible un mejoramiento gradual de la situación. Esta perspectiva, combinada con la persistencia del paisaje cultural de las Quintas –incluyendo manchones del ecosistema natural Selva Marginal Costera-, constituye la principal potencialidad intrínseca de la zona de intervención para su inclusión en proyectos de desarrollo sustentable y, en particular, para un espacio verde de usos múltiples (producción, recreación, educación ambiental), con importantes dimensiones, incluso para la escala metropolitana.
El ecosistema antropizado conserva los grandes patrones que tuvo en su apogeo hacia 1930 –y que son claramente visibles en las imágenes satelitales-. 
La población actual, heredera del sistema sociocultural campesino ya mencionado, que se sostuvo hasta mediados del siglo XX, sigue conservando algunas buenas prácticas tradicionales de manejo del suelo y del territorio. Pero en los últimos años, se ha instalado un nuevo conflicto socio-ambiental en la zona, centrado en la práctica de recibir en la zona una gran cantidad de los residuos provenientes de demoliciones de viviendas antiguas del centro y sur de la región metropolitana, una situación que se ve incrementada por el auge en la construcción de los últimos tres o cuatro años. Trasladados en contenedores abiertos sobre pequeños camiones, con guinche, son depositados en los suelos de las parcelas locales y, más recientemente, como relleno en la zona costera. El relleno no parece estar sujeto a ninguna regulación.
Otro importante conflicto ambiental surge de la compra hecha por el gobierno local, en 1998, de un conjunto de parcelas, totalizando alrededor de 100 ha . Originariamente pensadas para instalar un parque industrial, afortunadamente el gobierno municipal abandonó la idea, cuya concreción habría tenido un altísimo efecto deteriorante en el área. Sin embargo, actualmente (marzo de 2009) está comenzando a usar el terreno con fines que la población local considera de alto impacto negativo, especialmente el proyecto de instalar allí una Alcaidía, o prisión para detenidos procesados, dependiente del Ministerio de Justicia de la Provincia de Buenos Aires. A noviembre de 2018 y gracias a la gestión de las autoridades municipales se emplaza en el lugar una zona de reserva ecológica que puede ser recorrida, la cual incluye vista al Río de la Plata y cuenta con sanitarios y personal dedicado.